# Manuel Ciges Aparicio
Manuel Ciges Aparicio   (Énguera, 14 de gener de 1873 - Àvila, 4 d'agost de 1936) va ser un escriptor, periodista i traductor valencià, afusellat pels revoltats poc després de començada la Guerra Civil.

## Biografia
Va néixer a la localitat valenciana d'Énguera (Canal de Navarrés) el 14 de gener de 1873. Va cursar el segon ensenyament a Badajoz. Després d'ingressar en l'exèrcit l'any 1893, en breu temps va arribar a ser sergent i fins va substituir en el comandament a un tinent a la Cuba colonial, però va acabar a la presó del Castillo de la Cabaña (l'Havana) per haver atacat l'actuació de les autoritats militars, i concretament la del general Weyler, en una crònica que va intentar enviar a L'Intransigeant de París i que va ser interceptada, valent-li l'acusació de traïció i corrent el seriós risc de ser afusellat. L'acusació es va reduir al no haver-se fet efectiva la publicació i es va limitar al fet de relacionar-se amb independentistes. El libro de la vida trágica: del cautiverio (1903) relata la seva estada a la presó colonial i va ser un autèntic èxit, de manera que es va reimprimir quatre vegades més; amb ell va iniciar una tetralogia autobiogràfica composta a més per El libro de la vida doliente: del hospital (1906); El libro de la crueldad: del cuartel y de la guerra (1906) i El libro de la decadencia: del periodismo y la política (1907). Segons Rafael Cansinos Assens, Ciges, que era "Tàcit convertit en novel·lista", va fer amb aquesta tetralogia unes "memòries literàries d'un espanyol que narra sense cap èmfasi les vicissituds d'una joventut atzarosa". Va ser precisament Ciges qui va posar en contacte a Cansinos amb l'editorial Aguilar, de la qual seria traductor durant la resta de la seva vida. Va viure algun temps a París.
D'ideologia republicana i amic de Manuel Azaña, va denunciar des de la premsa (va ser col·laborador de Vida Nueva i El País, i redactor de la publicació en sèrie El Imparcial) les manipulacions polítiques i les injustícies generalitzades del sistema canovista sortit de la restauració borbònica. Va ser a més director d'El Progreso, de Saragossa (1903-1907). Per encàrrec de Vida Nueva es va traslladar a Mieres per informar sobre la repressió de la «Huelgona» de 1906 i després de residir-hi uns mesos va escriure la novel·la Los vencedores, en la que retrata la vida de les diferents classes socials de la vila durant aquestes dates. La crítica que contenen les seves pàgines a la família Gilhou, propietària de la Fábrica de Mieres en les mines de la qual s'havia desenvolupat el conflicte, va determinar que fos perseguit i amenaçat per l'anomenat «gabinet negre» fins que va haver d'abandonar la regió. Los vencedores es va publicar en 1908 i tots els exemplars que van arribar a Astúries van ser adquirits pels amos de la Fábrica. Dos anys més tard veuria la llum Los vencidos (1910), on l'autor retratava la vida en altres dues conques mineres: Río Negro i Almadén. Posteriorment va posar a aquests dos reportatges novel·lats el títol col·lectiu de Las luchas de nuestros días. S'inicia així un corrent de periodisme social i combatiu que va tenir la màxima expressió en Viaje a la aldea del crimen, de Ramón J. Sender; En el país de los bubis, de José Más, prologat per Miguel de Unamuno, i La España desconocida y tenebrosa, d'Alardo Prats y Beltrán, que fou seguit per Caminando por las Hurdes, d'Armando López Salinas i Antonio Ferres.
El 1909 criticà la sobreprotecció de l'exèrcit a un article publicat a El Pueblo. Després de criticar la pederàstia a l'Església catòlica i de defendre la vaga general com a instrument de canvi polític per a acabar amb la monarquia fou exhortat per a ser detingut al jutjat d'Énguera. Aleshores s'exilià al sud de França agafant un vaixell que transportava taronges des de Gandia.
Després d'escriure aquestes novel·les Ciges Aparicio va ser director literari de la secció espanyola de la casa editorial Michaud entre 1911 i 1914. En aquestes funcions va contractar com a corrector de proves a una de les futures glòries de l'edició espanyola, Manuel Aguilar. En Entre la paz y la guerra: Marruecos (1912), escrit un any després del desastre del barranc del Llop, fa una crida a la consciència nacional per impedir els afanys del militarisme revengista. "La guerra es un desastre para España", escriu Ciges. Es va casar amb Consuelo Martínez Ruiz, germana d'Azorín; d'aquesta relació naixeria l'actor Luis Ciges en 1921. Durant un temps breu tornà a Saragossa per a ser director de La Voz de Aragón, en 1928. Altres obres seves són una biografia de Joaquín Costa (Joaquín Costa: el gran fracasado, 1930) i, en 1932, l'estudi històric (España bajo la dinastía de los Borbones, 1701-1931). Militant d'Izquierda Republicana i home de confiança de Manuel Azaña, va ser governador civil de Balears durant els primers anys de la República, on va destacar perseguint la pirateria i el contraban. En 1935 va canviar el seu càrrec de governador civil en Balears pel de Santander i després pel d'Àvila, que estava encomanat al també escriptor i membre d'Izquierda Republicana Antonio Espina García. Allí va morir afusellat per les tropes revoltades el 4 d'agost de 1936, en els primers dies de la Guerra Civil.

## Obra
Es considera a Ciges Aparicio un membre menor de la Generació del 98 bastant proper al Naturalisme, a l'estil de Vicente Blasco Ibáñez. En les seves novel·les intenta reflectir l'Espanya real i rural, mesquina, empobrida i miserable. El vicario (1905) transcendeix tot anticlericalisme per revelar la figura d'un sacerdot preocupat realment per les responsabilitats de l'home en els seus aspectes materials i terrenals, prefigurant el San Manuel Bueno, mártir, d'Unamuno. En La romería (1910) i Villavieja (1914) es desvetlla tota la brutalitat implícita en una societat analfabeta i corrompuda, descrita sense misticisme ni idealisme. El juez que perdió la conciencia (1925) és autobiogràfica en revelar les seves pròpies experiències com a candidat a les eleccions de 1923, i resulta una il·lustració del regeneracionisme segons Costa i la seva visió del caciquisme polític espanyol. Es desvetlla tota la rica gamma de malifetes, corrupteles, empresonaments de contraris, etc., en què consistia una elecció per a diputats, que avui sembla impossible. El final és força pessimista. Circe y el poeta (1926) retrata les aventures d'un revolucionari i poeta espanyol en el París de 1914, i no resulta una de les millors obres de l'autor. Molt diferent és la seva última novel·la, Los caimanes (1931), que intenta reflectir la problemàtica de l'Espanya rural i l'enveja, mesquinesa i egoisme.

### Narrativa
- El vicario (1905).
- La honra del pueblo. Madrid: Rivadeneyra, s.a.
- El libro de la vida doliente: del hospital (1906).
- El libro de la crueldad: del cuartel y de la guerra (1906).
- El libro de la decadencia: del periodismo y la política (1907).
- La venganza. Madrid: El Cuento Semanal, 1909.
- Prosperidad y ruina de un nuevo rico, Madrid: Rivadeneyra, 1928.
- La romería. Valencia: F. Sempere y Comp.ª, 1910.
- Villavieja. Madrid: Jaime Ratés Martin, 1914.
- El juez que perdió la conciencia (1925).
- Circe y el poeta (1926).
- Los caimanes (1931).

### Altres obres
- Los vencedores. Madrid: M. Pérez Villavicencio, editor, 1908.
- Los vencidos. Madrid: Librería de los Sucesores de Hernando, 1910.
- Entre la paz y la guerra (Marruecos). Madrid: imp. de Juan Pueyo, 1912.
- Joaquín Costa: el gran fracasado. Bilbao: Espasa Calpe, 1930.
- Joaquín Costa: siglo XIX. Madrid: M. Aguilar editor, s.a., 1934.
- España bajo la dinastía de los Borbones. 1701-1931. Madrid, Aguilar, 1932.
- M. Ciges Aparicio y F. Peyró Carrió, Los dioses y los héroes: mitología popular: oriental, greco-romana, escandinava, celto-ibera, americana. Madrid: Daniel Jorro, 1912.

### Traduccions
- John Ruskin, "Unto this last" = (hasta este último): estudios sociales: cuatro estudios sobre los primeros principios de economía política: las raíces del honor, las venas de la riqueza, qui judicatis terram, ad valorem; traducción... del inglés de M. Ciges Aparicio. Madrid: José Blass y Cía., 1906.
- John Ruskin, Estudios sociales: cuatro estudios sobre los primeros principios de economía política: las raíces del honor... Las venas de la riqueza... qui Judicatis Terram. Ad Valorem. Madrid: Libr. de Fernando Fe, s.a.
- Fustel de Coulanges, La ciudad antigua: estudio sobre el culto, el derecho, las instituciones de Grecia y Roma, traducción de M. Ciges Aparicio. Madrid: Daniel Jorro, 1931.
- La evolución de las condiciones del trabajo en la Rusia de los Soviets: estudios y documentos traducción del francés, por M. Ciges Aparicio. Madrid: M. Aguilar, s.a.
- Juan Jaurès, Acción socialista, traducción de M. Ciges Aparicio. Barcelona: s.n., 1906.[6]
- Anatole France, El jardín de Epicuro, versión española de la duodécima edición francesa por M. Ciges Aparicio. Barcelona: Imp. Henrich y Cª, 1904.
- Anatole France, El pozo de Santa Clara, traducción de M. Ciges Aparicio. Madrid: A. Marzo de 1906.
- Gulielmo Ferrero, Grandeza y decadencia de Roma, traducción de M. Ciges Aparicio. Madrid: L. Faure: Daniel Jorro, 1908-1909.
- John Ruskin, Lo que nos han contado nuestros padres: la Biblia de Amiens: bosquejo de la historia del cristianismo, traducción de M. Ciges Aparicio. Madrid: Ginés Carrión, 1907.
- John Ruskin, Munera pulveris: (sobre economía política), traducción del inglés por M. Ciges Aparicio. Madrid: s.n., 1907.
- Carlos Malato, Revolución cristiana y revolución social, traducción de M. Ciges Aparicio. Madrid: Alfredo Verdugo, 1903.
- Cesar Moreau de Jonnés, Los tiempos mitológicos: ensayo de reconstitución histórica cosmogonías, El libro de los muertos, Sanchoniaton, El Génesis, Hesiodo, el Avesta, traducción de M. Ciges Aparicio. Madrid: Ginés Carrión, 1910.